# Световни макрорегиони (ООН)
В статията е представена класификацията на страните по света по макрогеографски региони (макрорегиони) и континенти (Африка, Америка, Азия, Европа, Океания), която се използва за целите на статистиката в Организацията на обединените нации (ООН) в съответствие с документа „Стандартни кодове на страните или районите за използване в статистиката“, разработен от Секретариата на ООН.

## Списък на макрорегионите
- Европа
  - Западна Европа
  - Северна Европа
  - Южна Европа
  - Източна Европа

- Азия
  - Западна Азия
  - Централна Азия
  - Южна Азия
  - Северна Азия
  - Източна Азия
  - Югоизточна Азия

- Африка
  - Северна Африка
  - Западна Африка
  - Централна Африка
  - Източна Африка
  - Южна Африка

- Америка
  - Северна Америка
  - Централна Америка
  - Карибски басейн
  - Южна Америка

- Австралия и Океания
  - Австралия и Нова Зеландия
  - Меланезия
  - Микронезия
  - Полинезия